# خوزه ماریا لوئیس مورا
خوزه ماریا لوئیس مورا لامدرید (متولد ۱۲ اکتبر ۱۷۹۴، چاماکوئرو، گواناهواتو، ۱۴ ژوئیه ۱۸۵۰، پاریس، فرانسه) کشیش، وکیل، مورخ، سیاستمدار و ایدئولوژیست لیبرال بود. او یکی از اولین حامیان لیبرالیسم در مکزیک است که برای جدایی کلیسا و دولت مبارزه کرد. مورا «مهم‌ترین سخنگوی لیبرال برای نسل خود بود و اندیشه تجسم ساختار و جهت‌گیری غالب لیبرالیسم مکسیکن می‌باشد».

## اوایل زندگی
مورا در سال ۱۷۹۴، در دوران استعمار اسپانیایی‌ها بر مکزیک، در یک خانواده مرفه امریکایی‌تبار اسپانیایی (کریولو) اهل گواناهواتو متولد شد. خانواده او در جریان شورش پدر میگوئل هیدالگو در سال ۱۸۱۰ ثروت خود را از دست دادند، اما مورا به آکادمی معتبر سابق یسوعی‌ها در Colegio de San Ildefonso در مکسیکو سیتی دسترسی پیدا کرد، جای‌که او در آن‌جا الهیات خواند. در سال ۱۸۲۰ دکترای خود را دریافت و به مقام کشیشی دست یافت. او یکی از اعضای هیئت علمی دانشگاه بود و به عنوان کتاب‌دار نیز خدمت می‌کرد. وی در قلم‌رو اسقف اعظم مکسیکو، مقر قدرت کلیسای، دیکون شد. اما در سلسله مراتب بالا نرفت. وقتی او از پیشرفت در کلیسای کاتولیک بازماند، در سال ۱۸۲۱ به مسائل سیاسی سکولار روی آورد. ژورنالست شد و پس از استقلال مکزیک در سپتامبر ۱۸۲۱، به یک سیاست‌مدار لیبرال که دولت جدید مستقل را شکل داد، مبدل شد. در سال ۱۸۲۳ مورا از اصلاح برنامه درسی سان ایلدفونسو برای تأکید بر رویکردهای مدرن تر برای یادگیری به زبان اسپانیایی به جای حفظ کردن و تکیه بر زبان لاتین حمایت کرد.

## حرفه
پس از اعلام جمهوری در مکزیک در سال ۱۸۲۴، او یکی از تدوین کنندگان قانون اساسی ایالت مکزیک و عضو کنگره ایالتی بود. او قانون اساسی مکزیک مصوبِ سال ۱۸۲۴ را نامنسجم خواند و به این دلیل که به‌جای اجازه دادن به آزادی مذهبی، از کاتولیک رومی به عنوان یگانه دین حمایت کرد، انتقاد نمود. او با اخراج اسپانیایی‌ها از مکزیک مخالفت کرد و از روزنامه El Observador که خودش ویراست می‌نمود، توسط خانواده ثروت‌مند فاگواگا تأمین مالی می‌شد، برای حمایت از حضور اسپانیایی‌ها در مکزیک پس از استقلال استفاده کرد. وی به عنوان یک ژورنالیست از ماسون‌های مناسک اسکاتلندی حمایت می‌کرد. مورا از مخالفان ویسنته گوئررو، رهبر سابق شورشیان پوپولیستی بود که در سال ۱۸۲۹ به قدرت رسید، بنابراین از کودتای آناستازیو بوستمانته برای برکناری گوئررو از ریاست جمهوری حمایت کرد. با این حال، زمانی که بوستامانته یک دیکتاتور نظامی شد، مورا نیز با او مخالفت نمود.
نوشته‌های اصلی مورا به دهه ۱۸۲۰ برمی‌گردد. منابع اصلی الهام مورا در ابتدا جان لاک، بنژامن کنستان و بعداً گاسپار ملکور دی جوولانوس بودند. به عقیده مورا، بنجامین کنستان متفکری بود که در فرانسه پس از انقلاب به دنبال تضمین حقوق افراد در برابر قدرت حاکمیت مردمی شد. البته مورا با آن مخالف بود؛ زیرا منجر به افراط‌های خونین انقلاب فرانسه شده و در عوض از یک سیستم مشروطه‌خواه حمایت کرد. در چنین نظامی، از مهم‌ترین آزادی‌های فردی هم در برابر دولت و هم در برابر تغییرات ناگهانی توده‌ها محافظت می‌شد. مورا در ابتدا اعطای قدرت سیاسی به صاحبان دارایی اهل مکزیک را به عنوان محافظی برای آزادی‌های فردی می‌دانست، اما سپس متوجه شد که آن‌ها با کلیسا و ارتشِ عمدتاً محافظه کار مکزیک برای منافع مشترک خود متحد شده‌اند. آن گروه‌های ذینفع مخالف اصلاحات بودند، به‌طوری که مورا استفاده فزایندهٔ از زور علیه آن‌ها را ضروری می‌دید. سیاست‌های متمرکز دولت اسپانیا در طول سلطنت بوربون در قرن هجدهم، مورا را بر آن داشت تا از جوولانوس الهام بگیرد. مورخ چارلز ای. هیل ادعا می‌کند که تلاش مورا برای استفاده از دولت قدرت‌مند برای انجام اصلاحات، اصول اساسی تفکر لیبرال مانند حقوق فردی و لسه فر را تضعیف کرد.
به دلیل ناآرامی‌های سیاسی مداوم، مورا از مشروطیت سرخورده شد و بنابراین به‌طور فزایندهٔ توجه خود را بر تنزل موقعیت برتر کلیسای روم و ارتش متمرکز کرد. هم به دلایل مالی و هم به دلایل ایدئولوژیک، او طرف‌دار سلب مالکیت کلیسای کاتولیک روم بود که در عین کنترل زمین‌های متعلق به خود، از آن‌ها استفاده نمی‌کرد. مورا می‌خواست به تنزل موقعیت برتر کلیسا در قانون اساسی ادامه دهد و به دنبال آزادی مذهبی و آموزش سکولار نیز بود. هنگامی که قانون محدود کردن قدرت کلیسا را در سال ۱۸۳۱ شکست خورد، فرماندار ایالت زکاتکاس یک مسابقه مقاله‌نویسی با جایزه ۲۰۰۰ پزو (pesos) برگزار کرد و شرکت کنندگان در مسابقه در مورد حق دولت برای مصادره اموال کلیسا نوشتند. مورا برنده این مسابقه شد.
مورا از معاون رئیس‌جمهور والنتین گومز فاریاس، که معاون آنتونیو لوپز د سانتا آنا بود، حمایت کرد. از آن‌جای که سانتا آنا هیچ علاقهٔ به ریاست جمهوری نداشت، گومز فاریاس عملاً در قدرت بود و یک برنامه اصلاحی را آغاز کرد. گومز فاریاس مورا را به اصلاح آموزش منصوب کرد. در پی این اصلاحات، مورا اولین مکتب سکولار را در مکزیکو سیتی افتتاح نمود. با این حال، محافظه کاران و ارتش، به رهبری آنتونیو لوپز دو سانتا آنا، با برنامه اصلاحات گومز فاریاس مخالفت کردند و در اوایل سال ۱۸۳۴، معاون رئیس‌جمهور را مجبور به استعفا کردند.

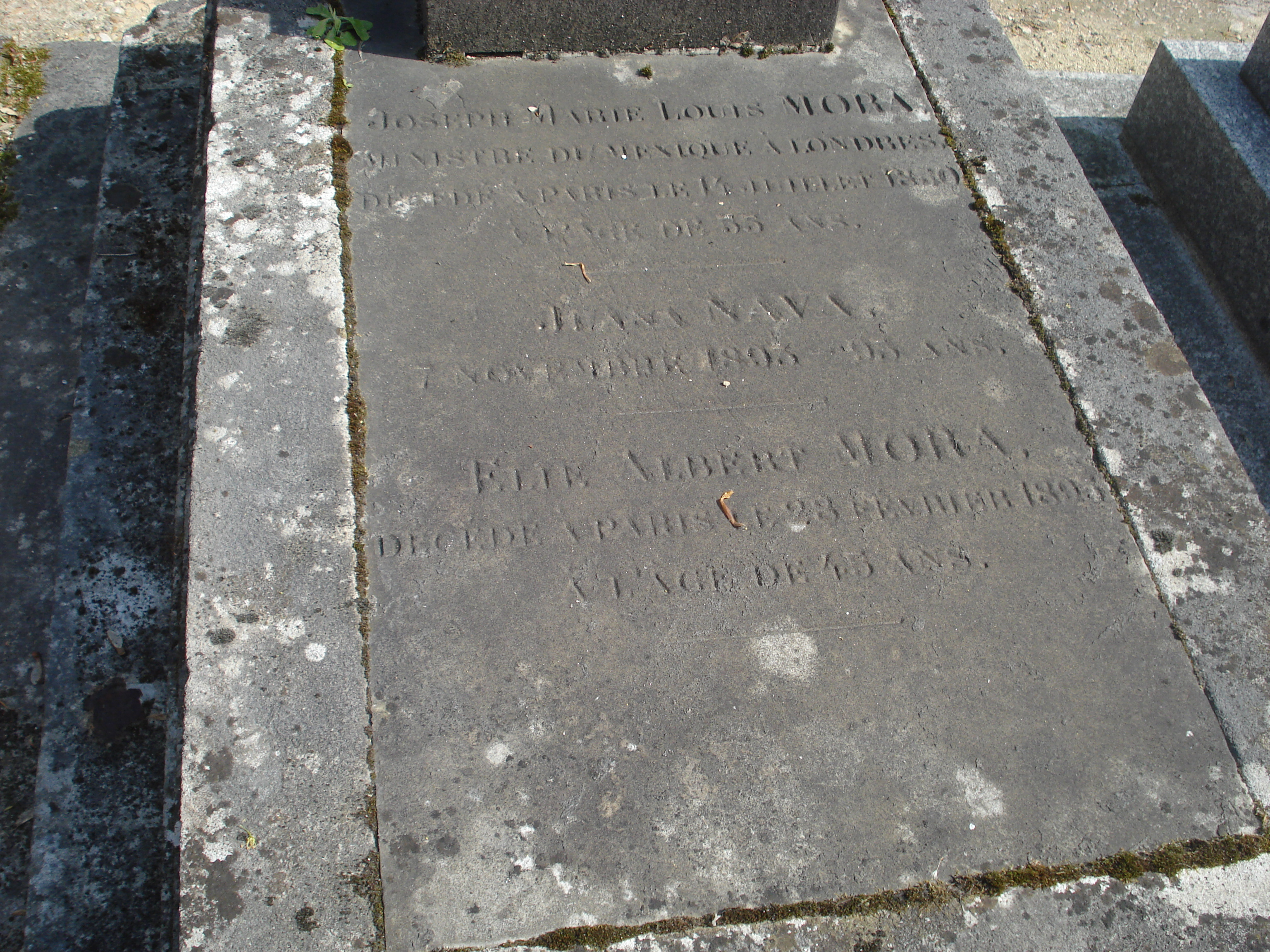
قبر خوزه ماریا لوئیس مورا در قبرستان مونتمارتره

در نتیجه، مورا به خواست خود به تبعید رفت تا در پاریس زندگی کند، او هم‌چنان به اظهار نظر دربارهٔ رویدادهای سیاسی در کشور ادامه داد. در سال ۱۸۴۴ رئیس‌جمهور خوزه خواکین دوهررا، او را به عنوان سفیر در انگلستان منصوب کرد. در سال ۱۸۴۶، پس از بازگشت به قدرت، رئیس‌جمهور گومز فاریاس از مورا خواست به مکزیک بازگردد، اما جنگ آمریکا و مکزیک مانع از انجام این کار شد. جنگ، مورا را که سیستم سیاسی آمریکا را تحسین می‌کرد، شوکه نمود. حتی در سال ۱۸۴۸، پس از جنگ، به دلیل مسائل سلامتی، به‌ویژه بیماری سل، نتوانست به مکزیک بازگردد. او در تعطیلات ملی فرانسه (۱۴ ژوئیه)، ۱۸۵۰ درگذشت.
مورا در تبعید شروع به نوشتن کتابی کرد که تصور می‌شد تاریخچه چهار جلدی مکزیک باشد. در آن کتاب، او از دیدگاه‌های خاصی در مورد گذشته مکسیکو و ارتباط آن‌ها با وضعیت سیاسی کنونی صحبت کرد. مورا مخالف همه اشکال عوام‌فریبی بود، اما قیام پدر میگل هیدالگو در سال ۱۸۱۰، که جرقه جنگ استقلال مکسیکو بود، را یک شر ضروری می‌دانست.

## میراث
مورا در مقایسه با هم‌عصر خود، لوکاس آلامان، سخنگوی اصلی محافظه کار و نویسنده پرکار، آثار کمی تولید کرد. او نوشتن را در سال ۱۸۳۷، پس از انتشار تاریخ مکزیک متوقف نموده و ایده‌های مورا بعداً توسط نسلی از سیاست‌مداران لیبرال دنبال شد که در جریان اصلاحات لیبرال پس از برکناری محافظه‌کار سانتا آنا، چهره مکزیک را به طرز چشم‌گیری تغییر داد. موزه ای در زادگاهش چاماکوئرو (امروزه کومونفورت، گواناهوات) وجود دارد. آثار و یادبودهای او در ۲۴ جون ۱۹۶۳ به Rotunda of Illustrious Persons منتقل شد.